# Coppa d'Asia 2022 (calcio femminile)
La Coppa d'Asia femminile 2022, nota anche come 2022 AFC Women's Asian Cup, è stata la ventesima edizione della massima competizione asiatica di calcio femminile, organizzata con cadenza quadriennale dalla Asian Football Confederation (AFC). Il torneo, al quale da questa edizione partecipano dodici nazionali, si è disputato in India dal 20 gennaio al 6 febbraio 2022.
Il torneo ha avuto valenza anche di qualificazione al campionato mondiale di Australia-Nuova Zelanda 2023. Le prime cinque classificate si sono qualificate direttamente, ossia le quattro semifinaliste e la vincitrice dello spareggio per il ripescaggio, ed eventualmente, a seconda dei risultati dell'Australia, anche la sesta classificata.
La coppa è stata vinta per la nona volta dalla Cina, che in finale ha superato la Corea del Sud per 3-2.

## Formato
Il torneo è composto di una fase a gironi e una successiva fase a eliminazione diretta. Le 12 squadre qualificate alla fase finale sono state sorteggiate il 28 ottobre 2021 in tre gironi composti da quattro squadre ciascuno. In ciascun girone le squadre si affrontano una volta, per un totale di 3 giornate. Passano alla fase a eliminazione diretta le prime due classificate di ciascun girone più le due migliori terze. Dai quarti di finale in poi le gare si disputano in partita secca a eliminazione diretta. Le squadre ammesse alle semifinali si qualificano alla fase finale del campionato mondiale 2023.
Le squadre perdenti i quarti di finale accedono a una fase di ripescaggio, che dipende dai risultati dell'Australia, qualificata di diritto alla fase finale del campionato mondiale come rappresentativa del Paese ospitante. Infatti: 
- se l'Australia raggiunge le semifinali, le perdenti dei quarti di finale giocano un turno di spareggio, dove la perdente del quarto di finale 1 sfida la perdente del quarto di finale 3 e la perdente del quarto di finale 2 sfida la perdente del quarto di finale 4. Le vincitrici delle due gare di spareggio si qualificano alla Coppa del Mondo, mentre le perdenti accedono ai play-off intercontinentali;

- se l'Australia viene eliminata nei quarti di finale, le restanti tre perdenti dei quarti di finale giocano uno spareggio in un girone all'italiana con partite in gara unica. La prima classificata si qualifica alla Coppa del Mondo, mentre le restanti due squadre accedono ai play-off intercontinentali.

- se l'Australia viene eliminata nella fase a gironi, le perdenti dei quarti di finale giocano due turni di spareggio. Al primo turno la perdente del quarto di finale 1 affronta la perdente del quarto di finale 3, mentre la perdente del quarto di finale 2 affronta la perdente del quarto di finale 4. La vincitrice della sfida tra le vincitrici del primo turno si qualifica alla Coppa del Mondo, mentre la perdente accede ai play-off intercontinentali. Le perdenti del primo turno si affrontano per definire la seconda squadra ammessa ai play-off intercontinentali.

## Stadi
Tutte le partite della manifestazione si sarebbero dovute disputare in tre stadi in tre diverse città indiane, Ahmedabad, Bhubaneswar e Navi Mumbai. In seguito, l'AFC comunicò che tutte le partite si sarebbero disputate in tre città nello stato indiano del Maharashtra. Tutte le partite vengono disputate a porte chiuse a causa delle restrizioni legate alla pandemia di COVID-19.
| Mumbai Navi Mumbai Pune | Mumbai                | Navi Mumbai      | Pune             |
| ----------------------- | --------------------- | ---------------- | ---------------- |
| Mumbai Navi Mumbai Pune | Mumbai Football Arena | DY Patil Stadium | Balewadi Stadium |
| Mumbai Navi Mumbai Pune | Capacità: 18 000      | Capacità: 55 000 | Capacità: 11 900 |
| Mumbai Navi Mumbai Pune |                       |                  |                  |

## Qualificazioni
Al torneo sono ammesse direttamente senza passare attraverso le qualificazioni l'India, rappresentante del paese ospitante, e le nazionali classificatesi ai primi tre posti nell'edizione 2018, Giappone, Australia e Cina. Le restanti otto squadre sono ammesse attraverso le qualificazioni, che si sono svolte dal 17 al 29 settembre 2021. Le 24 squadre partecipanti alle qualificazioni, sono state sorteggiate in otto gironi. Le prime qualificate negli otto gironi sono state ammesse alla fase finale del torneo.

## Squadre partecipanti
| Pr. | Squadra       | Data di qualificazione certa | Partecipante in quanto                                         | Ultima presenza |
| --- | ------------- | ---------------------------- | -------------------------------------------------------------- | --------------- |
| 1   | India         | 5 giugno 2020                | Rappresentativa della nazione organizzatrice della fase finale | Thailandia 2003 |
| 2   | Giappone      | 28 gennaio 2021              | Campione dell'edizione 2018                                    | Giordania 2018  |
| 3   | Australia     | 28 gennaio 2021              | Seconda nell'edizione 2018                                     | Giordania 2018  |
| 4   | Cina          | 28 gennaio 2021              | Terza nell'edizione 2018                                       | Giordania 2018  |
| 5   | Taipei cinese | 24 ottobre 2021              | Prima classificata nel girone A di qualificazione              | Vietnam 2008    |
| 6   | Vietnam       | 29 settembre 2021            | Prima classificata nel girone B di qualificazione              | Giordania 2018  |
| 7   | Indonesia     | 27 settembre 2021            | Prima classificata nel girone C di qualificazione              | Hong Kong 1989  |
| 8   | Birmania      | 24 ottobre 2021              | Prima classificata nel girone D di qualificazione              | Vietnam 2014    |
| 9   | Corea del Sud | 23 settembre 2021            | Prima classificata nel girone E di qualificazione              | Giordania 2018  |
| 10  | Filippine     | 24 settembre 2021            | Prima classificata nel girone B di qualificazione              | Giordania 2018  |
| 11  | Iran          | 25 settembre 2021            | Prima classificata nel girone D di qualificazione              | Esordiente      |
| 12  | Thailandia    | 25 settembre 2021            | Prima classificata nel girone E di qualificazione              | Giordania 2018  |

## Fase a gruppi

### Gruppo A

#### Classifica
| Pos. | Squadra       | Pt | G | V | N | P | GF | GS | DR  |
| ---- | ------------- | -- | - | - | - | - | -- | -- | --- |
| 1.   | Cina          | 6  | 2 | 2 | 0 | 0 | 11 | 0  | +11 |
| 2.   | Taipei cinese | 3  | 2 | 1 | 0 | 1 | 5  | 4  | +1  |
| 3.   | Iran          | 0  | 2 | 0 | 0 | 2 | 0  | 12 | -12 |
| 4.   | India         | -  | - | - | - | - | -  | -  | -   |

Il 23 gennaio 2022 l'India non è stata in grado di mandare a referto almeno 13 giocatrici nella partita contro il Taipei cinese a causa di una serie di contagi da COVID-19 nella squadra, e la partita non è stata disputata. Di conseguenza, è stato applicato l'articolo 6 del regolamento, considerando l'India ritirata dalla competizione con annullamento della partita già disputata.

#### Risultati
| Arbitro: | Abirami Apbai Naidu |

|                                                    |           |  |
| Wang Shu. 3’ (rig.), 68’ Wang Sha. 9’ Zhang X. 54’ | Marcatori |  |

| Navi Mumbai 20 gennaio 2022, ore 19:30 IST | India    | 0 – 0 annullata referto | Iran | DY Patil Stadium\| Arbitro: \| Lara Lee \| |
| Arbitro:                                   | Lara Lee |                         |      |                                            |

| Arbitro: | Pansa Chaisanit |

|  |           |                                                                                    |
|  | Marcatori | 28’, 49’ (rig.) Wang Shu. 43’ Xiao Y. 55’, 59’ Wang Sha. 77’ Tang 82’ (aut.) Adeli |

| Navi Mumbai 23 gennaio 2022, ore 19:30 IST | Taipei cinese | – cancellata referto | India | DY Patil Stadium |

| Mumbai 26 gennaio 2022, ore 19:30 IST | India | – cancellata referto | Cina | Mumbai Football Arena |

| Arbitro: | Asaka Koizumi |

|                                                          |           |  |
| Li-chin 4’, 31’, 65’ (rig.) Yen-ping 40’ Hsiang-huei 78’ | Marcatori |  |

### Gruppo B

#### Classifica
| Pos. | Squadra    | Pt | G | V | N | P | GF | GS | DR  |
| ---- | ---------- | -- | - | - | - | - | -- | -- | --- |
| 1.   | Australia  | 9  | 3 | 3 | 0 | 0 | 24 | 1  | +23 |
| 2.   | Filippine  | 6  | 3 | 2 | 0 | 1 | 7  | 4  | +3  |
| 3.   | Thailandia | 3  | 3 | 1 | 0 | 2 | 5  | 3  | +2  |
| 4.   | Indonesia  | 0  | 3 | 0 | 0 | 3 | 0  | 28 | -28 |

#### Risultati
| Arbitro: | Mahsa Ghorbani |

| |           |  |
| Kerr 9’, 11’, 26’ (rig.), 36’, 54’ Foord 14’ Fowler 17’ Raso 24’, 88’ Carpenter 34’, 49’ Van Egmond 39’ (rig.), 57’, 69’ Yallop 59’ Simon 67’, 71’ Luik 78’ | Marcatori |  |

| Arbitro: | Công Thị Dung |

|  |           |              |
|  | Marcatori | 81’ McDaniel |

| Arbitro: | Wang Chieh |

|  |           |                                                    |
|  | Marcatori | 51’ Kerr 53’ (aut.) Long 67’ Van Egmond 88’ Fowler |

| Arbitro: | Yoshimi Yamashita |

|  |           |                                      |
|  | Marcatori | 27’, 36’, 71’ Chetthabutr 76’ Makris |

| Arbitro: | Thein Thein Aye |

|                         |           |                |
| Van Egmond 27’ Kerr 81’ | Marcatori | 90+3’ Panyosuk |

| Arbitro: | Kim Yu-jeong |

|                                                                    |           |  |
| Guillou 6’ Bolden 27’ Annis 56’, 82’ Miclat 74’ (rig.) Cesar 90+4’ | Marcatori |  |

### Gruppo C

#### Classifica
| Pos. | Squadra       | Pt | G | V | N | P | GF | GS | DR |
| ---- | ------------- | -- | - | - | - | - | -- | -- | -- |
| 1.   | Giappone      | 7  | 3 | 2 | 1 | 0 | 9  | 1  | +8 |
| 2.   | Corea del Sud | 7  | 3 | 2 | 1 | 0 | 6  | 1  | +5 |
| 3.   | Vietnam       | 1  | 3 | 0 | 1 | 2 | 2  | 8  | -6 |
| 4.   | Birmania      | 1  | 3 | 0 | 1 | 2 | 2  | 9  | -7 |

#### Risultati
| Arbitro: | Veronika Bernatskaia |

|                                                       |           |  |
| Ueki 22’ Hasegawa 47’, 90+2’ Naomoto 52’ Narumiya 70’ | Marcatori |  |

| Arbitro: | Qin Liang |

|                                         |           |  |
| Ji 4’, 81’ (rig.) Trần Thị P. 7’ (aut.) | Marcatori |  |

| Arbitro: | Casey Reibelt |

|  |           |                   |
|  | Marcatori | 50’ Lee G. 84’ Ji |

| Arbitro: | Lara Lee |

|  |           |                               |
|  | Marcatori | 38’, 58’ Narumiya 50’ Kumagai |

| Arbitro: | Edita Mirabidova |

|         |           |         |
| Ueki 1’ | Marcatori | 85’ Seo |

| Arbitro: | Ranjita Devi Tekcham |

|                           |           |                                       |
| Dung 45+2’ Như 64’ (rig.) | Marcatori | 28’ (rig.) Theingi Tun 49’ Marlar Tun |

### Raffronto tra le terze classificate
Le prime due squadre si qualificheranno ai quarti di finale. I risultati contro le quarte classificate dei gironi B e C non sono stati conteggiati per determinare la classifica delle tre squadre.

#### Classifica
| Pos. | Squadra    | Pt | G | V | N | P | GF | GS | DR  |
| ---- | ---------- | -- | - | - | - | - | -- | -- | --- |
| 1.   | Thailandia | 0  | 2 | 0 | 0 | 2 | 1  | 3  | -2  |
| 2.   | Vietnam    | 0  | 2 | 0 | 0 | 2 | 0  | 6  | -6  |
| 3.   | Iran       | 0  | 2 | 0 | 0 | 2 | 0  | 12 | -12 |

## Fase a eliminazione diretta

### Tabellone
|  | Quarti di finale | Quarti di finale | Quarti di finale |               |               | Semifinali    | Semifinali | Semifinali |  |  | Finale | Finale | Finale |  |
|  |                  |                  |                  |               |               |               |            |            |  |  |        |        |        |  |
|  | 1A               | Cina             | 3                |               |               |               |            |            |  |  |        |        |        |  |
|  | 1A               | Cina             | 3                |               |               |               |            |            |  |  |        |        |        |  |
|  | 3C               | Vietnam          | 1                |               |               |               |            |            |  |  |        |        |        |  |
|  | 3C               | Vietnam          | 1                |               | Cina (dtr)    | Cina (dtr)    | 2 (4)      |            |  |  |        |        |        |  |
|  |                  |                  |                  |               | Cina (dtr)    | Cina (dtr)    | 2 (4)      |            |  |  |        |        |        |  |
|  |                  |                  | Giappone         | Giappone      | 2 (3)         |               |            |            |  |  |        |        |        |  |
|  | 1C               | Giappone         | Giappone         | Giappone      | 2 (3)         | 7             |            |            |  |  |        |        |        |  |
|  | 1C               | Giappone         |                  |               |               |               |            |            |  |  |        |        |        |  |
|  | 3B               | Thailandia       | 0                |               |               |               |            |            |  |  |        |        |        |  |
|  | 3B               | Thailandia       | 0                |               | Cina          | Cina          | 3          |            |  |  |        |        |        |  |
|  |                  |                  |                  |               |               |               |            |            |  |  |        |        |        |  |
|  |                  |                  | Corea del Sud    | Corea del Sud | 2             |               |            |            |  |  |        |        |        |  |
|  | 1B               | Australia        | Corea del Sud    | Corea del Sud | 2             | 0             |            |            |  |  |        |        |        |  |
|  | 1B               | Australia        |                  |               |               |               |            |            |  |  |        |        |        |  |
|  | 2C               | Corea del Sud    | 1                |               |               |               |            |            |  |  |        |        |        |  |
|  | 2C               | Corea del Sud    | 1                |               | Corea del Sud | Corea del Sud | 2          |            |  |  |        |        |        |  |
|  |                  |                  |                  |               | Corea del Sud | Corea del Sud | 2          |            |  |  |        |        |        |  |
|  |                  |                  | Filippine        | Filippine     | 0             |               |            |            |  |  |        |        |        |  |
|  | 2A               | Taipei cinese    | Filippine        | Filippine     | 0             | 1 (3)         |            |            |  |  |        |        |        |  |
|  | 2A               | Taipei cinese    |                  |               |               |               |            |            |  |  |        |        |        |  |
|  | 2B               | Filippine (dtr)  | 1 (4)            |               |               |               |            |            |  |  |        |        |        |  |

### Quarti di finale
Le vincitrici dei quarti di finale si qualificano al campionato mondiale femminile di calcio 2023, le perdenti disputano il turno di ripescaggio.
| Arbitro: | Casey Reibelt |

|                                                                       |           |  |
| Sugasawa 27’, 65’ (rig.), 80’, 83’ Miyazawa 45+2’ Sumida 48’ Ueki 75’ | Marcatori |  |

| Arbitro: | Qin Liang |

|  |           |        |
|  | Marcatori | 87’ Ji |

| Arbitro: | Oh Hyeon-jeong |

|                                     |           |                |
| Wang Sh. 25’ Wang Sha. 52’ Tang 53’ | Marcatori | 11’ Nguyễn Thi |

| Arbitro: | Thein Thein Aye |

|                                                  |                      |                                                   |
| Zhuo 82’                                         | Marcatori            | 49’ Quezada                                       |
| Chi Hsiang-huei Ying-hui Yi-yun Hsin-yun Li-ping | Tiri di rigore 3 – 4 | S. Castañeda Annis Miclat Long O. McDaniel Bolden |

### Semifinali
| Arbitro: | Pansa Chaisanit |

|                |           |  |
| Cho 4’ Son 34’ | Marcatori |  |

| Arbitro: | Lara Lee |

|                                      |                      |                                        |
| Wu 46’ Wang Sha. 119’                | Marcatori            | 26’, 103’ Ueki                         |
| Zhang X. Zhang R. Yang Gao Wang Sha. | Tiri di rigore 4 – 3 | Kumagai Hasegawa Shimizu Nagano Minami |

### Finale
| Arbitro: | Casey Reibelt |

|                                         |           |                          |
| Tang 68’ (rig.) Zhang 72’ Xiao Y. 90+3’ | Marcatori | 27’ Choe 45+3’ (rig.) Ji |

### Ripescaggio
Essendo l'Australia stata eliminata nei quarti di finale le restanti tre perdenti dei quarti di finale giocano uno spareggio in un girone all'italiana con partite in gara unica. La prima classificata si qualifica alla Coppa del Mondo, mentre le restanti due squadre accedono ai play-off intercontinentali.

#### Classifica
| Pos. | Squadra       | Pt | G | V | N | P | GF | GS | DR |
| ---- | ------------- | -- | - | - | - | - | -- | -- | -- |
| 1.   | Vietnam       | 6  | 2 | 2 | 0 | 0 | 4  | 1  | +3 |
| 2.   | Taipei cinese | 3  | 2 | 1 | 0 | 1 | 4  | 2  | +2 |
| 3.   | Thailandia    | 0  | 2 | 0 | 0 | 2 | 0  | 5  | -5 |

Legenda:
      Qualificata alla fase finale
      Qualificate al play-off intercontinentale

#### Risultati
| Arbitro: | Edita Mirabidova |

|  |           |                  |
|  | Marcatori | 19’ Như 24’ Thảo |

| Arbitro: | Kim Yu-jeong |

|                                  |           |  |
| Yu-hsuan 44’, 84’ Ying-hui 90+3’ | Marcatori |  |

| Arbitro: | Yoshimi Yamashita |

|                  |           |              |
| Kiều 7’ Thùy 56’ | Marcatori | 50’ Yu-hsuan |

## Statistiche

### Classifica marcatrici
Fonte: sito AFC.
7 reti
- Samantha Kerr (1 rig.)

5 reti
- Emily van Egmond (1 rig.)
- Wang Shanshan
- Wang Shuang (2 rig.)
- Ji So-yun (2 rig.)
- Riko Ueki

4 reti
- Yuika Sugasawa (1 rig.)

3 reti
- Tang Jiali
- Yui Narumiya
- Lai Li-chin (1 rig.)
- Su Yu-hsuan
- Kanyanat Chetthabutr

2 reti
- Ellie Carpenter
- Mary Fowler
- Hayley Raso
- Kyah Simon
- Xiao Yuyi
- Tahnai Annis
- Yui Hasegawa
- Huỳnh Như
- Nguyễn Thị Tuyết Dung

1 rete
- Caitlin Foord
- Aivi Luik
- Tameka Yallop
- Win Theingi Tun
- Khin Marlar Tun
- Wu Chengshu
- Zhang Linyan
- Zhang Xin
- Lee Geum-min
- Seo Ji-youn
- Cho So-hyun
- Son Hwa-yeon
- Sarina Bolden
- Malea Cesar
- Katrina Guillou
- Chandler McDaniel
- Jessica Miclat (1 rig.)
- Quinley Quezada
- Saki Kumagai
- Hikaru Naomoto
- Hinata Miyazawa
- Rin Sumida
- Wang Hsiang-huei
- Zhuo Li-ping
- Chen Yen-ping
- Chen Ying-hui
- Irravadee Makris
- Nipawan Panyosuk
- Thái Thị Thảo
- Chương Thị Kiều
- Nguyễn Thị Bích Thùy

autoreti
- Hali Long (1 pro Australia)
- Fatemeh Adeli (1 pro Cina)
- Trần Thị Phương Thảo (1 pro Corea del Sud)